# Черных, Николай Андреевич
Никола́й Андре́евич Черны́х (19 декабря 1924, село Верхотор Воскресенского района Стерлитамакского кантона Башкирской АССР — 30 октября 1982, Уфа) — пулемётчик, участник Великой Отечественной войны. Герой Советского Союза (13.11.1943).

## Биография
В Красную Армию призван 9 августа 1942 года, на фронте с 26 августа 1943 года. Член ВКП(б) с 1947 года.
Пулемётчик 198-го гвардейского стрелкового полка (68-я гвардейская стрелковая дивизия, 40-я армия, Воронежский фронт) комсомолец гвардии сержант Черных Н. А. 24 сентября 1943 года в числе первых переправился на правый берег реки Днепр в районе села Балыко-Щучинка Кагарлыкского района Киевской области, выбрал удобную позицию и огнём пулемёта прикрывал переправу роты. Отбил 8 атак противника, при последней получил ранение, но остался в строю, уничтожив свыше 30 гитлеровцев.
Указом Президиума Верховного Совета СССР от 13 ноября 1943 года за мужество и героизм, проявленные в боях с немецко-фашистскими захватчиками, гвардии сержанту Черных Николаю Андреевичу присвоено звание Героя Советского Союза с вручением ордена Ленина и медали «Золотая Звезда» (№ 3359).

## Образование
Учился в Стерлитамакском аэроклубе.
Севастопольское военное училище зенитной артиллерии (1945) в Уфе.
Оренбургский автомобильный техникум (1950).
Уфимский авиационный институт (1956).

## Мирная жизнь
С 1947 в запасе в звании младшего лейтенанта.
Работал инженером-конструктором, начальником экспериментального цеха на Уфимском производственном приборостроительном объединении.
Умер 30 октября 1982 года. Похоронен в городе Уфе на Южном кладбище.

## Награды
- Медаль «Золотая Звезда» Героя Советского Союза (13.11.1943)[2];
- орден Ленина (13.11.1943);
- медали.

## Память
Бюст Героя установлен на Аллее Героев в городе Ишимбае.